# James Hilterbrand
Pas d'image ? Cliquez ici

a Compétitions nationales et continentales officielles uniquement.

b Matchs officiels uniquement.
Dernière mise à jour le 15 février 2023.
James Hilterbrand, né le 21 mai 1989 à Adélaïde, est un joueur australo-américain de rugby à XV. 

## Biographie

### Carrière en club
James Hilterbrand grandit à Adélaïde, où il joue pour l'équipe de son lycée, les Brighton (en) Tigers,. Joueur prometteur, il représente l'Australie-Méridionale dans les sélections jeunes.
À 18 ans, il décide de quitter Adélaïde pour rejoindre Sydney, dans le but de devenir joueur professionnel. Il intègre alors les rangs du Manly RUFC, où après avoir gravit les échelons, il intègre l'équipe première en 2011. En 2013, il est signé par la Western Force, province de Super Rugby, mais ne joue que deux rencontres. 
En 2013, il part en Écosse et rejoint Édimbourg Rugby. Solution de remplacement, il dispute 26 rencontres avec Édimbourg, mais seulement 6 en tant que titulaire. En 2015, il rencontre des problèmes de visa et rentre en Australie. Il retourne à Manly, où il arrive jusqu'en finale du Shute Shield.
Il est alors signé par les Southern Kings, franchise sud-africaine de Super Rugby. Mais les Kings se retrouve à court d'argent : la SARU reprend alors le contrôle de la franchise. L'équipe initiale est liquidée, de nouveaux contrats sont mis en place : seuls 20 joueurs sont conservés, dont ne fait pas partie James Hilterbrand. Sans argent, l'ancienne équipe dirigeante n'ayant pas payé les salaires qu'elle devait, il se retrouve coincé en Afrique. Il ne peut rentrer que grâce à son colocataire, Nick Cummins, qui lui finance son voyage vers l'Australie. Il retourne alors vivre chez ses parents, avant d'être recontacté par Manly.
Les choses s'améliorent finalement, puisqu'il est aussi signé par les Waratahs pour un contrat de courte durée,. Il ne dispute qu'une rencontre avec ces derniers. En fin de saison, il participe aussi avec les Sydney Rays au National Rugby Championship, la plus haute compétition professionnelle australienne. Disposant de peu de temps de jeu, il dispute une deuxième saison avec les Rays en 2017, puis ne joue plus qu'avec Manly.
En 2022, il quitte Manly en cours de saison pour rejoindre les Etats-Unis et la franchise du Legion de San Diego.

### Carrière en sélection
James Hilterbrand est éligible pour 3 pays : l'Australie où il a grandi, mais aussi l'Écosse, pays natal de deux de ses grands-parents, et les États-Unis, pays d'origine de son père. Si sa venue à Édimbourg est facilitée par son ascendance, il ne devient finalement pas international écossais. En 2016, il opte finalement pour les États-Unis. Après une première sélection positive, il est inclus au groupe élite américain. 
International régulièrement dès lors, il fait partie du groupe américain pour le mondial 2019. Il ne joue qu'une rencontre, face aux Tonga. Au lendemain du mondial, il annonce se retirer de la scène internationale.

## Statistiques

### En sélection à XV
| Année | Compétition                       | Matchs | Points | Essais | Transf. | Drops | Pénal. |
| ----- | --------------------------------- | ------ | ------ | ------ | ------- | ----- | ------ |
| 2016  | ARC                               | 1      | -      | -      | -       | -     | -      |
| 2016  | Test                              | 4      | -      | -      | -       | -     | -      |
| 2017  | ARC                               | 4      | -      | -      | -       | -     | -      |
| 2017  | Test                              | 2      | -      | -      | -       | -     | -      |
| 2017  | Qualification à la coupe du monde | 2      | -      | -      | -       | -     | -      |
| 2018  | ARC                               | 2      | -      | -      | -       | -     | -      |
| 2018  | Test                              | 1      | -      | -      | -       | -     | -      |
| 2019  | ARC                               | 2      | -      | -      | -       | -     | -      |
| 2019  | Coupe des nations du Pacifique    | 1      | -      | -      | -       | -     | -      |
| 2019  | Coupe du monde                    | 1      | -      | -      | -       | -     | -      |
| Total | Total                             | 20     | -      | -      | -       | -     | -      |